# Saint-Germain-les-Paroisses
Saint-Germain-les-Paroisses è un comune francese di 385 abitanti situato nel dipartimento dell'Ain della regione dell'Alvernia-Rodano-Alpi.

## Società

### Evoluzione demografica
Abitanti censiti